# SummerSlam (1992)
SummerSlam (1992) — щорічне pay-per-view шоу «SummerSlam», що проводиться федерацією реслінгу WWE. Шоу відбулося 29 серпня 1992 року в Вемблі у місті Лондон, Англія, але був показаний 31 серпня в США. Це було 5 шоу в історії «SummerSlam». Під час шоу відбулося 9 матчів та ще два перед показом.